# Marcella Di Folco
Marcella Di Folco, née le 7 mars 1943 à Rome (Italie) et morte le 7 septembre 2010 à Bentivoglio, est une militante, actrice et femme politique italienne. Protagoniste du cinéma de Federico Fellini dans les années 1970, elle a également travaillé avec Roberto Rossellini, Dino Risi, Alberto Sordi et Bruno Corbucci. Dans les films, elle est créditée sous le nom de Marcello Di Falco. Au milieu des années 1980, après sa transition, elle quitte Rome et le cinéma et devient militante LGBT.
Assignée homme à la naissance, elle entame une opération de réattribution sexuelle à Casablanca en 1980, avant la légalisation de ce type d’opération en Italie. En 1988, elle devient présidente du Movimento Identità Trans et en 1997 vice-présidente de l’Observatoire national de l'identité de genre (ONIG). Élue conseillère municipale de Bologne en 1995, elle est la première femme trans à occuper une fonction publique dans le monde.

## Biographie

### Jeunesse
Marcella Di Folco naît le 7 mars 1943 à Rome. Après avoir obtenu le diplôme de maturité, elle entre en 1961 à l'hôtel Rivoli de Rome comme concierge. Entre 1965 et 1976, elle travaille au Piper Club à Rome et s’imprègne de toute la charge révolutionnaire et transgressive du lieu et de la période. Ensuite, elle travaille chez Italcable jusqu’en 1980.

### Cinéma

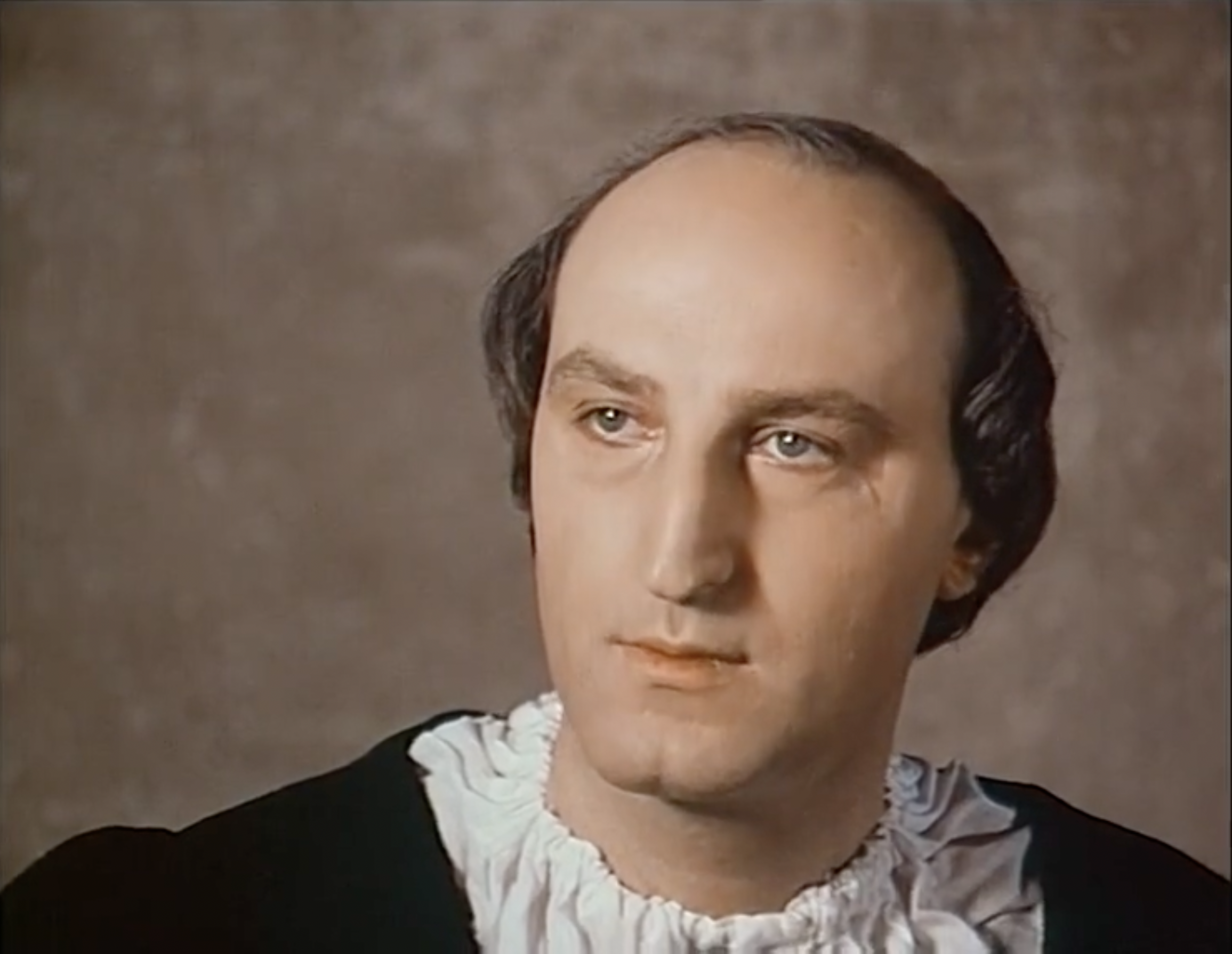
Marcello Di Falco dans une scène de L'Ère des Médicis (1972).

Marcella Di Folco est embauchée par Federico Fellini, qui l'avait remarquée à Cinecittà où elle était s’était rendue pour remettre une lettre,. À partir de ce moment, elle a de nombreux rôles dans plusieurs films. Elle joue notamment le rôle du prince Humbert II dans Amarcord de Fellini en 1973. Elle travaille également avec Elio Petri, Alberto Sordi et Dino Risi.

### Movimento Identità Trans
En août 1980, après une longue période de conflit avec son identité de genre, elle se fait opérer à Casablanca. Au cours de ces années, elle participe activement au Movimento Italiano Transessuali (MIT, nom en usage jusqu’en 1999), qui a pour objectif d'obtenir une loi sur la réattribution sexuelle en Italie (obtenue en 1982).
En 1986, elle s’installe à Bologne et devient en 1988 présidente du MIT, le refondant et donnant à ses activités un nouvel élan. Elle a l’idée de créer un centre de conseil sur l’identité de genre, qui deviendra le premier au monde géré par des personnes transgenres.

### Activité politique
Le 23 avril 1990 elle est élue à Bologne comme conseillère du district de Saragozza. Elle est ainsi la première femme trans à occuper une fonction publique dans le monde. De 1995 à 1999, elle est ensuite conseillère municipale de Bologne. En 2000, elle obtient la création de la commission « Droits pour l'identité de genre », par la ministre de l’Égalité des chances Katia Bellillo.

### Mort
Atteinte d'une tumeur depuis 2009, elle meurt à l'âge de 67 ans à l'hôpital de Bentivoglio le 7 septembre 2010, où elle était hospitalisée depuis août.

## Filmographie

### Cinéma
- 1969 : Satyricon, de Federico Fellini
- 1971 : Au nom du peuple italien, de Dino Risi
- 1972 :
  - Sotto a chi tocca!, de Gianfranco Parolini
  - I racconti di Canterbury N. 2, de Lucio Dandolo
  - Fellini Roma, de Federico Fellini
  - Anche se volessi lavorare, che faccio?, de Flavio Mogherini
  - Decameron nº 2 - Le altre novelle del Boccaccio, de Mino Guerrini
- 1973 : Amarcord, de Federico Fellini
- 1974 :
  - Salut les pourris, de Fernando Di Leo
  - Tant qu'il y a de la guerre, il y a de l'espoir, d’Alberto Sordi
- 1975 :
  - Quant'è bella la Bernarda, tutta nera, tutta calda, de Lucio Dandolo
  - Di che segno sei?, de Sergio Corbucci
  - Mondo candido, de Gualtiero Jacopetti et Franco Prosperi
- 1976 :
  - Vinella e Don Pezzotta, de Mino Guerrini
  - Todo modo, d’Elio Petri
  - Tutti possono arricchire tranne i poveri, de Mauro Severino
- 1977 : Un bourgeois tout petit petit, de Mario Monicelli
- 1979 : Squadra antigangsters, de Bruno Corbucci
- 1980 : La Cité des femmes, de Federico Fellini
- 1981 : Et mon cul, c'est du poulet ? (I carabbinieri), de Francesco Massaro

### Télévision
- 1973 : L'Ère des Médicis (L'età di Cosimo de' Medici) de Roberto Rossellini
- 1974 : Descartes (Cartesius) de Roberto Rossellini
- 1979 : Joséphine ou la comédie des ambitions, de Robert Mazoyer (mini-série)

## Postérité
En 2014, le documentaire Una nobile rivoluzione, qui raconte son histoire, est présenté lors du 32e Festival du film de Turin.
En 2024, le conservateur Marco Scotini le sélectionne pour son projet Disobedience Archive à la 60e Biennale de Venise.
Le 3 octobre 2019, Bianca Berlinguer (it) publie le livre Storia di Marcella che fu Marcello (« Histoire de Marcella qui fut Marcello »), fruit de la longue histoire de sa vie que Marcella Di Folco, avant de mourir, confie à son amie journaliste.
En France en mars 2021 le magazine de cinéma So Film lui dédie un portrait, avec Divine, Eva Robin's et Wendy Carlos dans un numéro entièrement consacré à l'explosion du genre au cinéma.